# Ride the Lightning
| 전문가 평가                      | 전문가 평가 |
| 평가 점수                        | 평가 점수   |
| 출처                             | 점수        |
| -------------------------------- | ----------- |
| AllMusic                         | [ 1 ]       |
| Chicago Tribune                  | [ 2 ]       |
| Collector's Guide to Heavy Metal | 10/10       |
| Encyclopedia of Popular Music    | [ 4 ]       |
| The Guardian                     | [ 5 ]       |
| Pitchfork                        | 10/10       |
| Q                                | [ 7 ]       |
| Rock Hard                        | 10/10       |
| The Rolling Stone Album Guide    | [ 9 ]       |
| Sputnikmusic                     | [ 10 ]      |

《Ride the Lightning》은 미국의 헤비 메탈 밴드 메탈리카의 두 번째 스튜디오 음반으로, 1984년 7월 27일, 독립 레이블 메가포스 레코드를 통해 발매되었다. 이 음반은 덴마크 코펜하겐에 위치한 스위트 사일런스 스튜디오에서 프로듀서 플레밍 라스무센과 함께 3주 동안 녹음되었다. 밴드가 구상한 콘셉트를 바탕으로 제작된 커버 아트는 밴드 로고에서 뻗어나오는 번개에 의해 감전되는 전기의자를 묘사하고 있다. 음반 제목은 스티븐 킹의 소설 《더 스탠드》에 등장하는 한 구절에서 따온 것으로, 소설 속 등장인물이 전기의자 처형을 가리키기 위해 사용한 표현이다.
스래시 메탈 장르를 기반으로 하고 있지만, 이 음반은 밴드의 음악적 성장과 가사의 세련됨을 보여주었다. 베이시스트 클리프 버튼은 밴드에 음악 이론의 기초를 소개했으며, 작곡 과정에 더 많은 기여를 하였다. 데뷔 음반 《Kill 'Em All》의 빠른 템포를 넘어, 메탈리카는 어쿠스틱 기타, 확장된 기악 트랙, 보다 복잡한 하모니를 활용하여 음악적 접근을 넓혔다.
전체 녹음 비용은 메탈리카의 유럽 레이블인 뮤직 포 네이션스가 부담하였는데, 이는 메가포스 레코드가 이를 감당할 수 없었기 때문이다. 이 음반은 전 리드 기타리스트 데이브 머스테인이 작곡에 참여한 마지막 음반이며, 후임자인 커크 해밋이 처음으로 작곡에 참여한 음반이기도 하다.
《Ride the Lightning》은 음악 평론가들로부터 매우 긍정적인 반응을 얻었으며, 음악 평론가들은 이 음반을 이전 음반보다 더 야심찬 노력으로 평가했다. 메탈리카는 1984년 말 뱅 댓 헤드 댓 돈트 뱅 유럽 투어와 1985년 상반기 북미 투어에서 음반을 홍보했다. 밴드는 그해 말 몬스터즈 오브 록과 데이 온 더 그린 등 주요 음악 페스티벌에서 공연했다. 발매 두 달 후, 엘렉트라 레코드는 메탈리카와 다년간의 계약을 체결하고 음반을 재발매했다. 《Ride the Lightning》은 라디오 노출이 거의 없는 상태에서 빌보드 200 차트 100위에 올랐으며, 이후 48위에 올랐다. 처음에는 75,000장이 미국 시장에 출시되었지만, 1987년 11월까지 음반은 50만 장이 팔렸다. 이 음반은 2012년 미국 음반 산업 협회로부터 600만 장의 판매고를 올리며 6배 플래티넘 인증을 받았다. 많은 록 출판사들은 《Ride the Lightning》이 스래시 메탈에 지속적인 영향을 미쳤다며 최고의 음반 목록에 올랐다.

## 배경 및 녹음
메탈리카는 1983년 7월 25일, 독립 레이블 메가포스 레코드를 통해 데뷔 음반 《Kill 'Em All》을 발매하였다. 이 음반은 빠른 리프와 강렬한 타악기로 정의되는 헤비 메탈 하위 장르인 스래시 메탈을 확립하는 데 기여하였다. 프로모션 투어를 마친 후, 메탈리카는 새로운 곡을 작곡하기 시작했으며, 9월부터는 《Ride the Lightning》을 구성할 곡들을 콘서트에서 공연하기 시작했다. 밴드에게는 돈이 거의 없었기 때문에, 멤버들은 하루에 한 끼만 먹거나 미국 전역의 클럽에서 공연할 때 팬들의 집에서 머물곤 했다. 보스턴에서 메탈리카의 장비 일부가 도난당하는 사건이 발생했는데, 앤스랙스가 남은 공연 일정을 마칠 수 있도록 장비를 빌려주었다. 공연이 없을 때, 밴드는 캘리포니아주 엘서리토에 위치한 메탈리카 맨션이라 불리는 임대 주택에 머물렀다. 프론트맨 제임스 헷필드는 보컬과 리듬 기타를 동시에 맡는 것에 대해 불편함을 느꼈고, 밴드는 아머드 세인트의 보컬리스트 존 부시에게 보컬 자리를 제안했으나, 아머드 세인트가 당시 좋은 성과를 거두고 있었기 때문에 부시는 이를 거절하였다.
제임스 헷필드는 리드 보컬리스트로서 점차 자신감을 쌓아갔으며, 원래의 역할을 유지했다. 메탈리카는 1984년 2월 20일, 덴마크 코펜하겐에 위치한 스위트 사일런스 스튜디오에서 녹음을 시작했다. 음반은 스위트 사일런스 스튜디오의 창립자인 플레밍 라스무센이 프로듀싱을 맡았다. 드러머 라스 울리히는 라스무센이 1981년 발매된 레인보우의 《Difficult to Cure》에서 작업한 것을 좋아했고, 유럽에서 녹음하고 싶어 했기 때문에 그를 선택했다. 라스무센은 메탈리카를 들어본 적이 없었지만, 밴드의 재능에 의문을 제기하는 스튜디오 직원들의 반대에도 불구하고 음반 작업을 맡기로 했다. 라스무센은 메탈리카의 테이프를 듣고 밴드가 큰 잠재력을 가지고 있다고 생각했다. 메탈리카는 코펜하겐에 있는 머시풀 페이트의 연습실에서 음반의 곡들을 리허설했다.
스튜디오에 들어가기 전에 메탈리카는 다양한 잼 세션에서 아이디어를 모은 "리프 테이프" 녹음을 수집했다. 제임스 헷필드와 라스 울리히는 테이프를 통해 가장 강력한 리프를 선택하고, 이를 바탕으로 곡을 구성했다. 악기들은 개별적으로 녹음되었으며, 리듬 기타는 제임스 헷필드만 연주했다. 라스무센은 드럼 로디인 플레밍 라르센의 도움을 받아, 속도를 증가시키는 경향이 있었고 리듬 이론에 대한 지식이 부족했던 울리히에게 타이밍과 비트 지속의 기초를 가르쳤다. 드럼은 스튜디오 뒤쪽의 빈 창고에서 녹음되었으며, 해당 공간은 방음 처리되지 않아 울림이 발생했다. 이미 네 곡은 편곡이 끝난 상태였지만, 밴드 멤버들은 《Kill 'Em All》에서처럼 스튜디오에서 곡을 만드는 것에 익숙하지 않았다. 〈For Whom the Bell Tolls〉, 〈Trapped Under Ice〉, 〈Escape〉는 대부분 코펜하겐에서 작곡되었으며, 밴드는 이미 라이브에서 공연한 곡들인 〈Fight Fire with Fire〉, 〈Ride the Lightning〉, 〈Creeping Death〉, 〈The Call of Ktulu〉에 마무리 작업을 했다.
메탈리카의 리드 기타리스트 커크 해밋은 음반 제목을 스티븐 킹의 소설 《더 스탠드》의 한 구절에서 가져왔다. 음반의 커버 아트는 전기의자가 번개 속에 놓여 있는 장면을 보여주며, 녹음이 시작되기 전에 구상되었다. 메탈리카는 코펜하겐에 도착하기 세 주 전 장비가 도난당하는 어려움을 겪었기 때문에 녹음에 어려움을 겪었다.  밴드 멤버들은 호텔을 감당할 수 없어서 낮에는 스튜디오에서 자고, 밤에 녹음을 진행했다. 이는 스튜디오가 낮 시간에 다른 아티스트들에 의해 예약되어 있었기 때문이다. 메탈리카는 주요 레이블과의 계약을 원하고 있었기 때문에, 여러 레이블의 A&R 담당자들이 스튜디오를 방문했다. 처음에는 메탈리카가 브론즈 레코드와 계약할 것으로 보였으나, 계약은 취소되었다. 브론즈의 간부인 제리 브론은 스위트 사일런스 스튜디오에서 작업된 음반을 인정하지 않았고, 미국판을 엔지니어 에디 크레이머가 리믹스하기를 원했으며, 다른 스튜디오에서 다시 녹음하는 방안도 고려했다. 메탈리카는 브론이 밴드의 예술적 비전을 이해하지 못하는 것에 실망했고, 미국 발매를 위한 다른 레이블을 찾기로 결심했다. 그럼에도 불구하고 브론즈는 이미 메탈리카를 자사의 아티스트로 광고한 상태였다.
메탈리카는 29일 후 예정된 유럽 투어 때문에 빠르게 녹음해야 했다. 녹음은 3월 14일에 완료되었고, 메가포스는 음반을 7월 27일에 발매했다. 원래 음반 예산은 20,000달러였지만, 최종 비용은 30,000달러 이상이었으며, 이는 2024년 기준으로 약 94,711달러에 해당한다. 메탈리카의 유럽 레이블인 뮤직 포 네이션스는 메가포스의 소유주인 존 자줄라가 비용을 감당할 수 없었기 때문에 스튜디오 비용을 지불했다. 메탈리카는 메가포스의 부족한 홍보에 불만을 품고 자줄라와 결별하기로 결정했다. 주요 레이블인 엘렉트라 레코드의 A&R 담당자인 마이클 알라고는 샌프란시스코의 더 스톤 공연에서 메탈리카를 발견하고, 엘렉트라의 회장과 홍보 담당자를 초대해 8월에 뉴욕 공연을 보게 했다. 앤스랙스와 메탈리카가 레이븐을 위한 오프닝 공연을 한 로젤랜드 볼룸에서의 공연은 엘렉트라 직원들에게 좋은 인상을 주었고, 다음 날 밴드는 계약 제안을 받았다. 9월 12일, 메탈리카는 엘렉트라와 계약을 체결하고, 엘렉트라는 11월 19일에 음반을 재발매했다. Q 프라임의 클리프 번스타인과 피터 멘슈는 동시에 메탈리카의 새로운 매니저로 임명되었다. 《Ride the Lightning》은 전 리드 기타리스트 데이브 머스테인의 공동 작곡 기여가 포함된 마지막 메탈리카 음반으로, 그는 타이틀곡과 〈The Call of Ktulu〉에서 작곡자로 크레딧을 받았다. 또한 이 음반은 커크 해밋이 처음으로 작곡 크레딧을 받은 음반이기도 하다.

## 곡 목록
| #  | 제목                        | 작사·작곡                               | 재생 시간 |
| -- | --------------------------- | --------------------------------------- | --------- |
| 1. | 〈Fight Fire with Fire〉    | 제임스 헷필드, 라스 울리히, 클리프 버튼 | 4:44      |
| 2. | 〈Ride the Lightning〉      | 헷필드, 울리히, 버튼, 데이브 머스테인   | 6:37      |
| 3. | 〈For Whom the Bell Tolls〉 | 헷필드, 울리히, 버튼                    | 5:11      |
| 4. | 〈Fade to Black〉           | 헷필드, 울리히, 버튼, 커크 해밋         | 6:55      |

| #  | 제목                         | 작사·작곡                      | 재생 시간 |
| -- | ---------------------------- | ------------------------------ | --------- |
| 5. | 〈Trapped Under Ice〉        | 헷필드, 울리히, 해밋           | 4:04      |
| 6. | 〈Escape〉                   | 헷필드, 울리히, 해밋           | 4:24      |
| 7. | 〈Creeping Death〉           | 헷필드, 울리히, 버튼, 해밋     | 6:36      |
| 8. | 〈The Call of Ktulu〉 (기악) | 헷필드, 울리히, 버튼, 머스테인 | 8:55      |

## 인증
| 국가                                                            | 인증        | 판매량/출하량 |
| --------------------------------------------------------------- | ----------- | ------------- |
| 오스트레일리아 (ARIA)                                           | 3× 플래티넘 | 210,000       |
| 캐나다 (뮤직 캐나다)                                            | 플래티넘    | 100,000^      |
| 덴마크 (IFPI Danmark)                                           | 2× 플래티넘 | 40,000        |
| 독일 (BVMI)                                                     | 플래티넘    | 500,000       |
| 이탈리아 (FIMI) sales since 2009                                | 골드        | 25,000        |
| 폴란드 (ZPAV)                                                   | 플래티넘    | 20,000        |
| 영국 (BPI)                                                      | 플래티넘    | 300,000       |
| 미국 (RIAA)                                                     | 6× 플래티넘 | 6,950,000     |
| ^출하량을 기반으로 한 인증 · 판매량+스트리밍을 기반으로 한 인증 |             |               |